# Bifulco (cognome)
Bifulco è un cognome di lingua italiana.

## Varianti
Bifolchi, Bifulchi, Biolchi.

## Origine e diffusione
Il cognome è tipicamente campano.
Potrebbe derivare dal termine latino bubulcus o bifulcus, "allevatore di buoi": è quindi affine a Bove.
La variante Bifulchi copre il medesimo areale; Bifolchi è centro-settentrionale; Biolchi è veneto.

## Persone
- Alfredo Bifulco – calciatore italiano